# ساوثلايك (تكساس)
ساوثلايك (بالإنجليزية: Southlake)‏ هي مدينة أمريكية تقع في ولاية تكساس.تبلغ مساحة هذه المدينة 58.1 (كم²)،ويبلغ عدد سكانها 26575 نسمة حسب إحصاء سنة 2010 م. تشير إحصاءات سنة 2000م بأن الكثافة السكانية في هذه المدينة تقدر بـ(379.6) نسمة/كم2.

## معرض صور

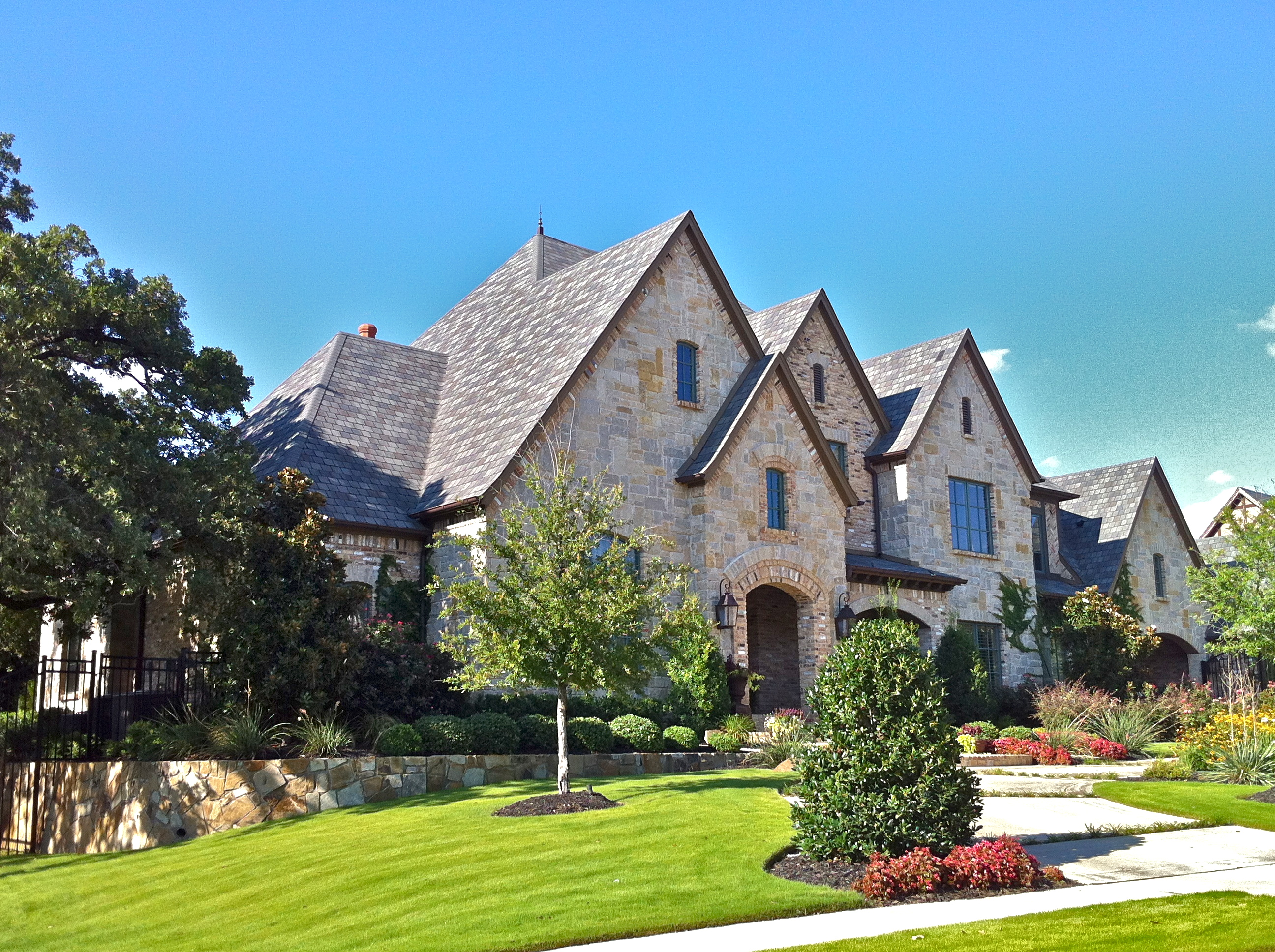
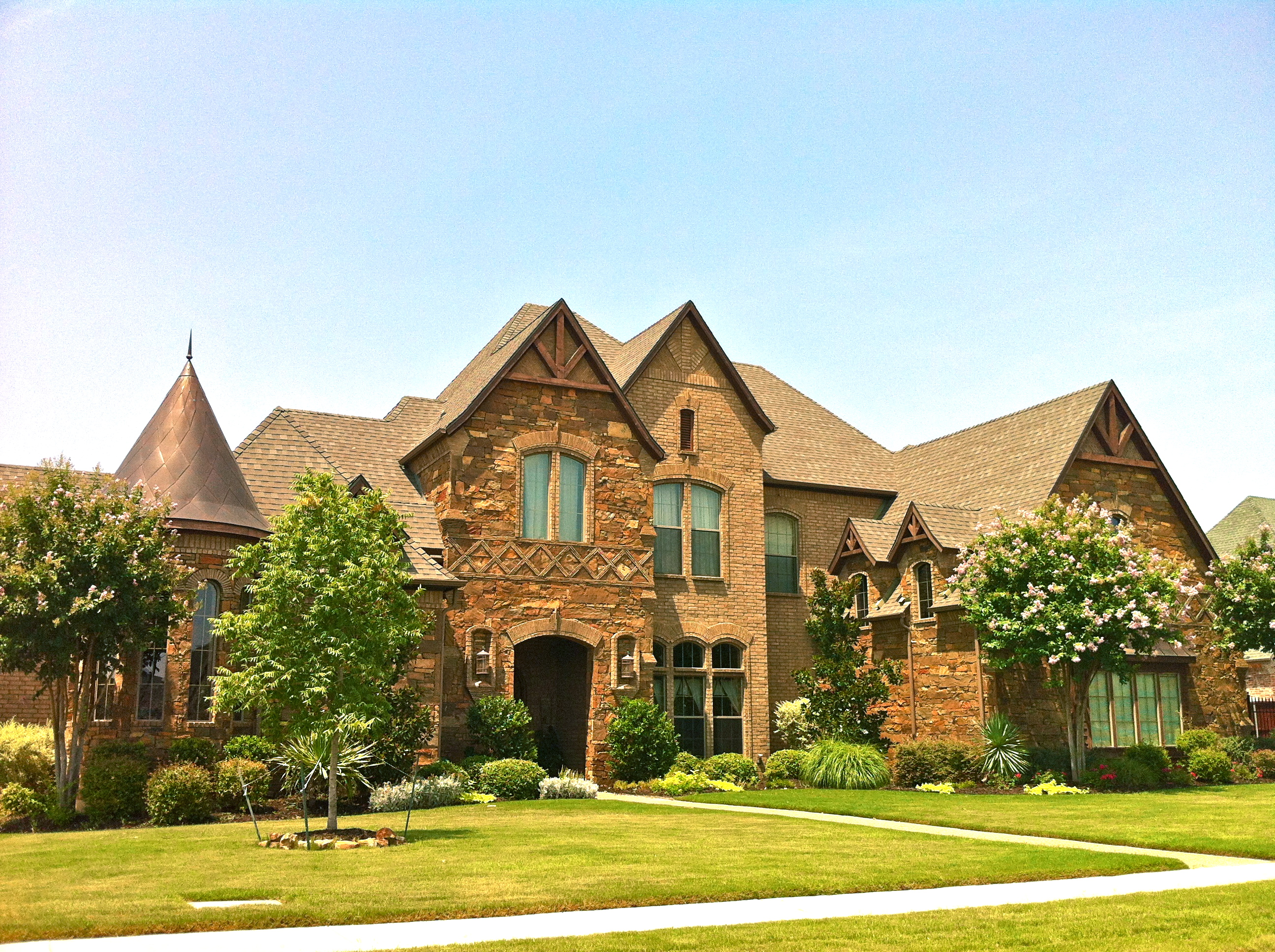
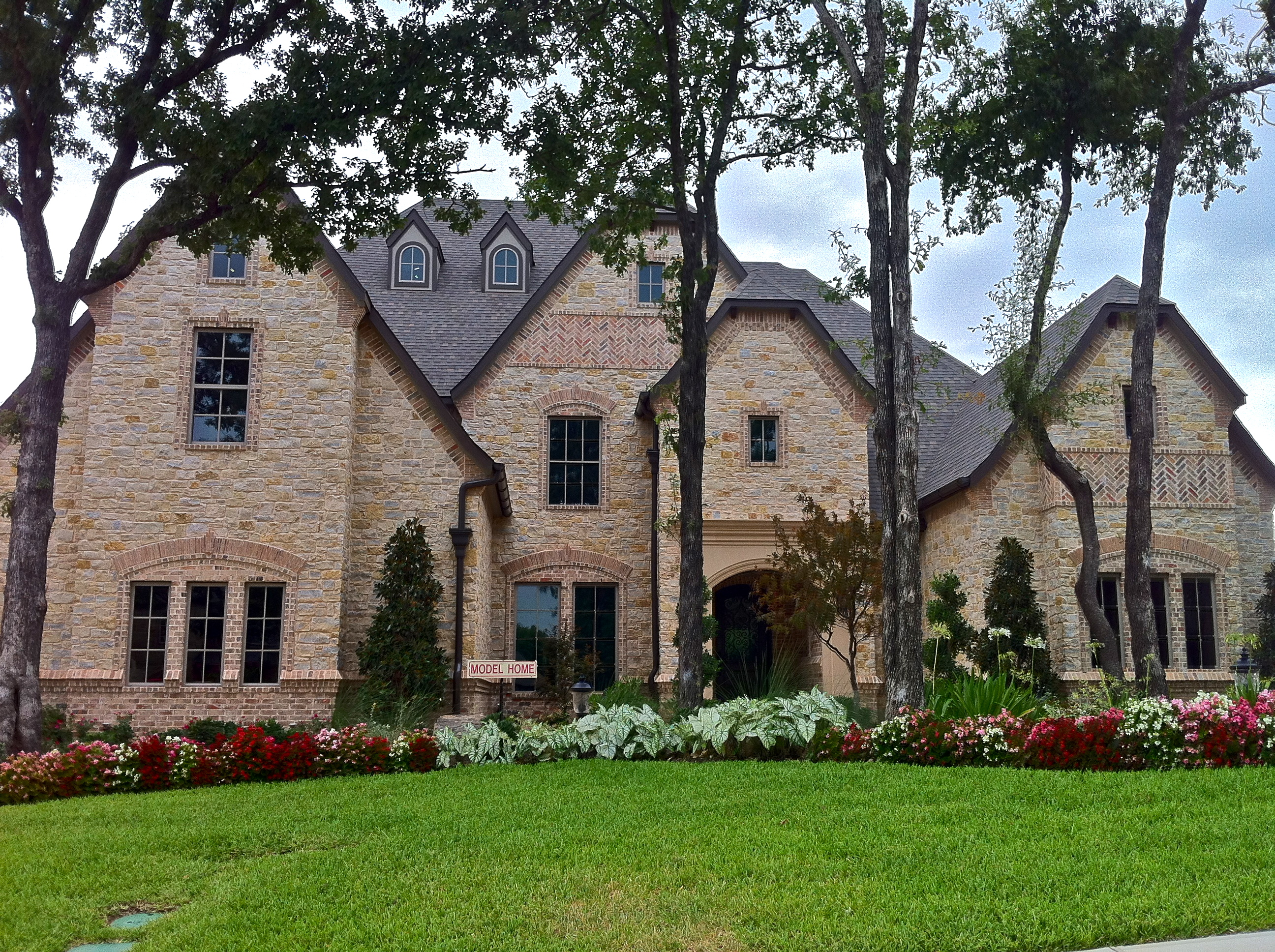
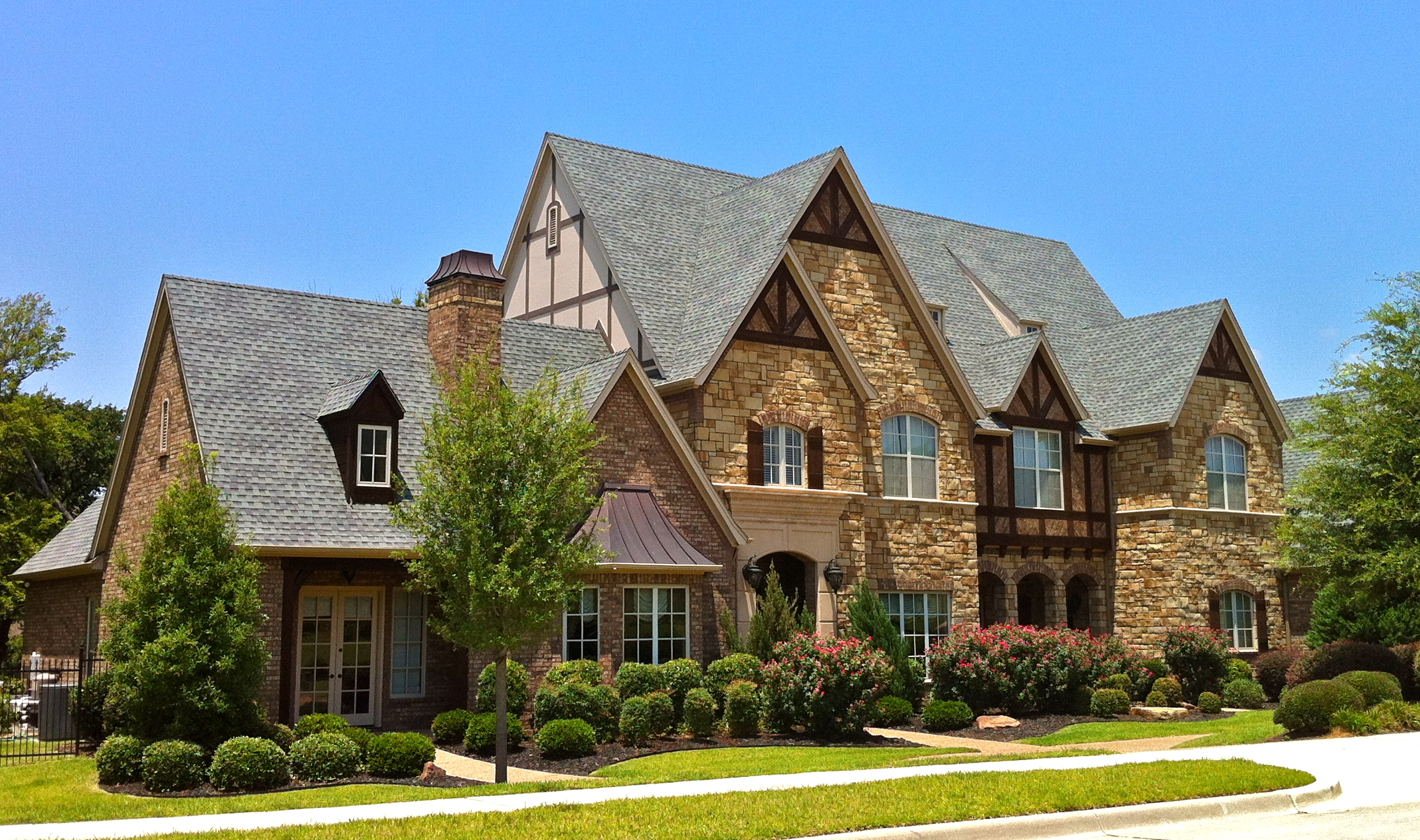
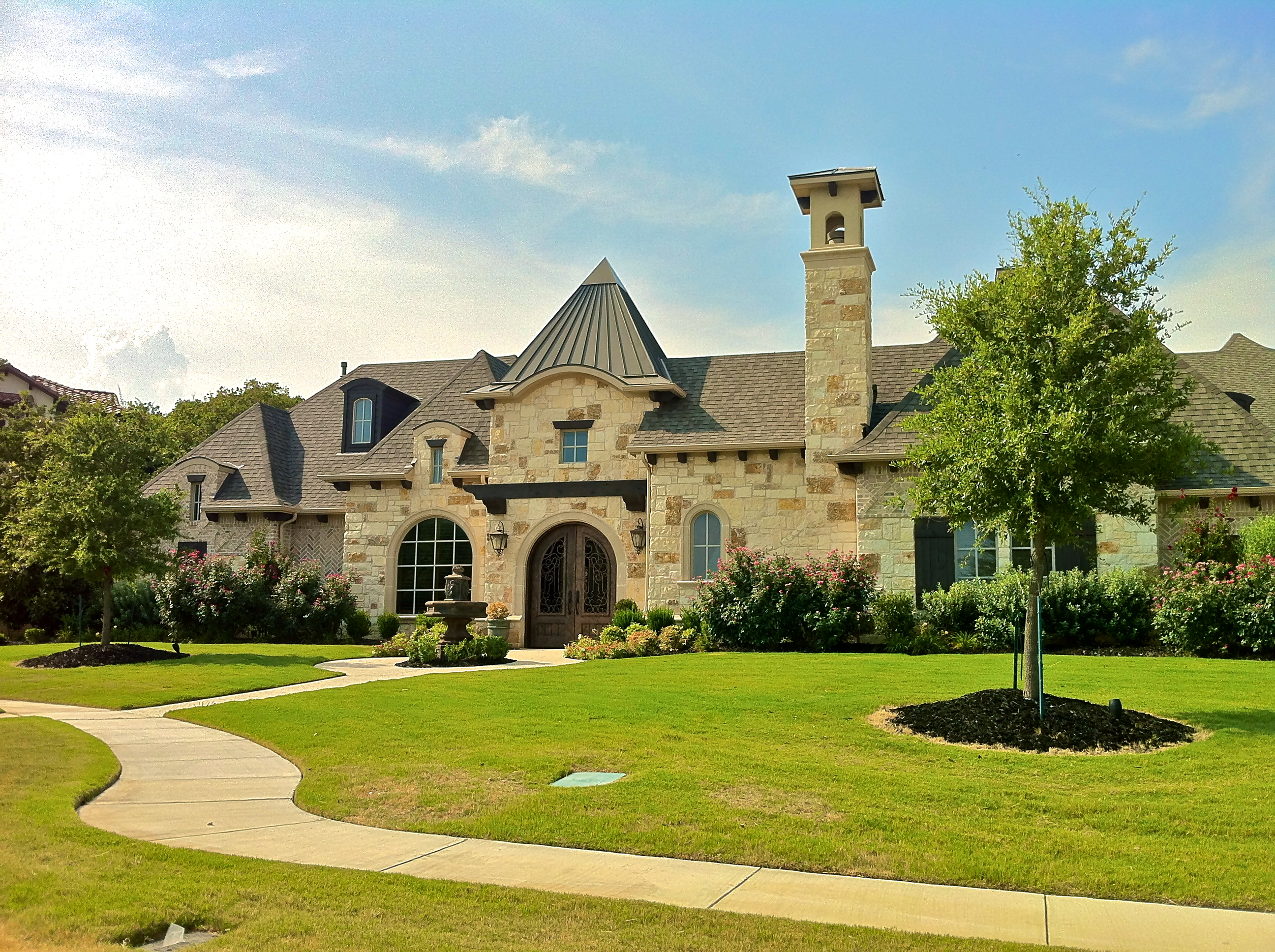
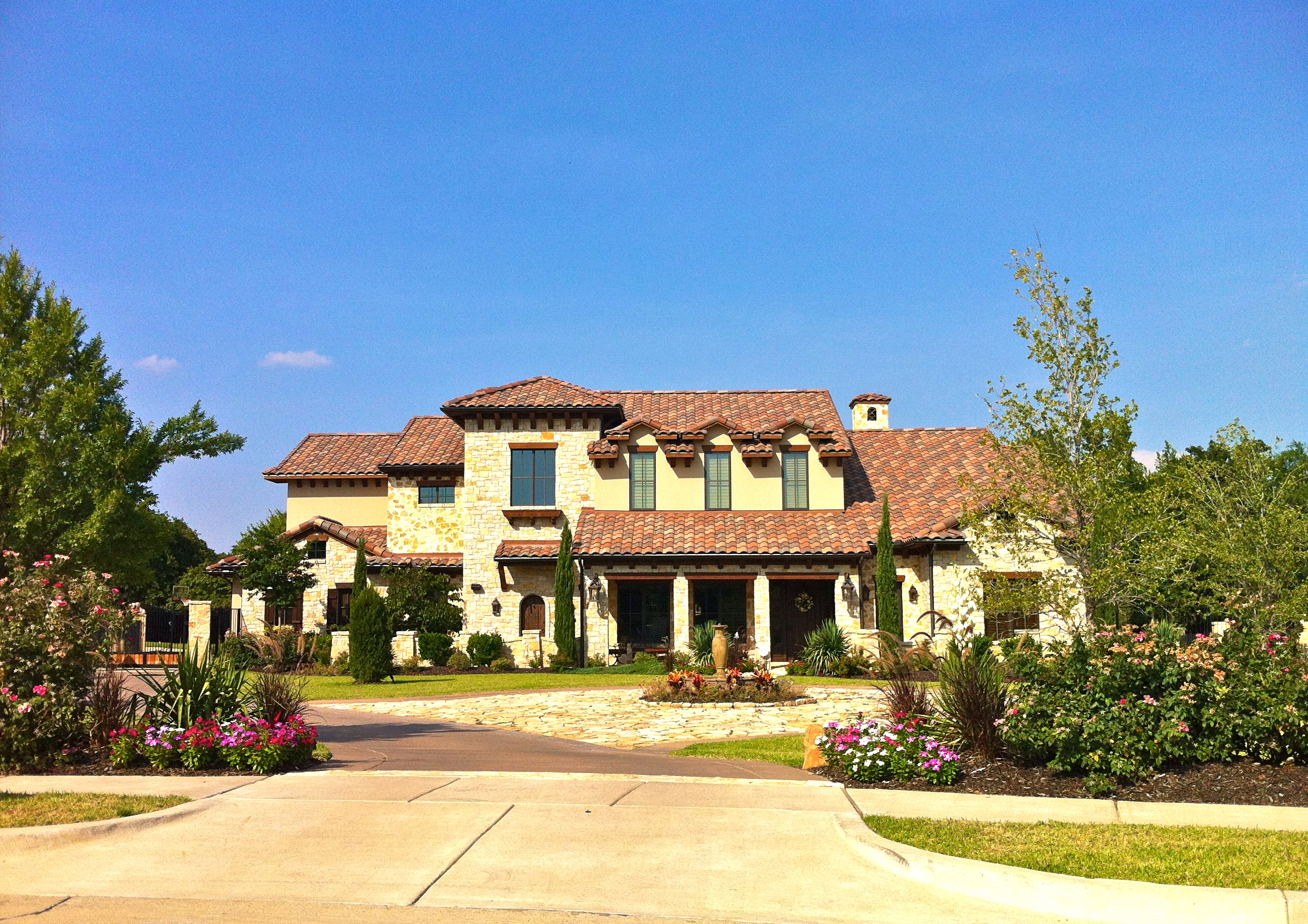

## أعلام
- جيم ويلش
- فرانك كورني
- كيد فوستر
- تشانس كيسي